# Korzyść (Białoruś)
Korzyść – dawna osada. Tereny na których leżała znajdują się obecnie na Białorusi, w obwodzie mińskim, w rejonie miadzielskim, w sielsowiecie Miadzioł.

## Historia
W czasach zaborów w granicach Imperium Rosyjskiego.
W dwudziestoleciu międzywojennym zaścianek a następnie osada leżała w Polsce, w województwie wileńskim, w powiecie duniłowickim (od 1926 postawskim), w gminie Mańkowicze (od 1927 gmina Hruzdowo).
Według Powszechnego Spisu Ludności z 1921 roku zamieszkiwało tu 17 osób, 9 była wyznania rzymskokatolickiego a 8 prawosławnego. Jednocześnie wszyscy mieszkańcy zadeklarowali polską przynależność narodową. Był tu 1 budynek mieszkalny. W 1931 w 6 domach zamieszkiwało 27 osób.
Miejscowość należała do parafii rzymskokatolickiej w Hruzdowie i prawosławnej w Mańkowiczach. Podlegała pod Sąd Grodzki w Postawach i Okręgowy w Wilnie; właściwy urząd pocztowy mieścił się w Mańkowiczach.
W 1938 roku osada należała do gromady Czerniaty gminy Hruzdowo.